# Djuppressning

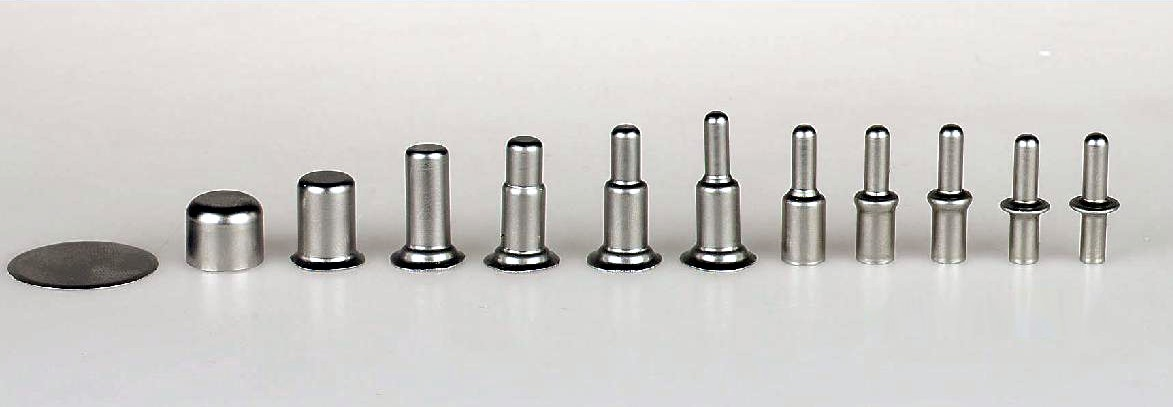
Exempel på de olika stegen vid djuppressning

Djuppressning, djupdragning, dragpressning eller sträckpressning är en metallbearbetningsprocess för plåt där ett plåtstycke gradvis pressas in i en form med hjälp av en stans. Plåtstycket har efter den mekaniska verkan från stansen omformats och bibehåller den formen. Produkter såsom homogena burkar och lådor får sin form genom att djuppressningen sker i en serie av pressningar i olika formar för att gradvis få sin form.